# Мезотерапија
Мезотерапија (mesos - на грчком значи средњи и  therapeia - што на грчком значи терапија) представља терапијску методу која се састоји од убацивања малих доза лека у поткожно ткиво. Постоји инвазивна и неинвазивна мезотерапија. Примењује се најчешће у естетске сврхе, али и у другим гранама медицине за лечење различитих стања и болести (реуматологија, ангиологија, дерматологија, оториноларингологији, стоматологији).

## Историја мезотерапије
Мезотерапија је медицинска техника коју је 1952. године развио познати француски лекар др. Мајкл Пистор за лечење бола и васкуларних поремећаја. Пистор је специјализовао општу медицину, како би касније открио ову једноставну, али веома важну технику. Ову методу је открио сасвим случајно када је убризгао прокаин пацијенту. Мајкл Пистор је касније сам смислио назив "мезотерапија", у својој првој публикацији ове технике, у локалном медицинском часопису 1958. године. Касније је основао Француско друштво за мезотерапију 1964. године и проширио технику за лечење медицинских, ветеринарских и козметичких стања. Француска национална медицинска академија је 1987. године званично признала мезотерапију као медицинску специјалност. У међувремену мезотерапија постаје популарна у Европи, деловима Јужне Америке, САД-а и азијским земљама. Пистор умире 2003. године. Данас се др Мајкл Пистор сматра "оцем мезотерапије".

## Подела мезотерапије

### Неинвазивна мезотерапија
Електропорација (мезотерапија без игле) је неинвазивна мезотерапија, представља апаратурну методу која се заснива на коришћењу кратких, високонапонских електричних импулса за стварање привремених отвора на кожи или мезопора у епидермису. Ови отвори помажу у транспорту малих и великих молекула који иначе не могу да пенетрирају у кожу. Ова процедура користи комбинацију једносмерне (галванске) и високофреквентне струје (д`Арсонвалове).

### Инвазивна мезотерапија
Инвазивна мезотерапија представља нехируршки третман на кожи. Ова процедура укључује више интрадермалних инјекција које су микс активних састојака, као што су биљни екстракти, полисахариди, лекови и витамини, користећи фине игле за третирање разних козметичких стања. Механизам мезотерапије са иглом функционише тако што се ови раствори инјектују у кожу и циљ је да остану овде дуже него што би остали током пенетрације у дубље слојеве. Када се овај раствор апсорбује у кожи, долази до стимулације еластина, што доводи до обнављања структуре коже.

## Примена мезотерапије и лекови који се употребљавају
Мезотерапија се најчешће примењује у естетске сврхе. У овој области најчешће се примењује у anti-aging сврхе, али се такође примењује код целулита као и других стања коже, хиперпигментација, код уклањања масти у пределу трбуха, ногу, бутина, руку и лица, акни, код алопеције, као и код апликације различитих лекова.
Мезотерапија се такође примењује код:
- Реуматологије - код болова у куку, болова у кичми, колену, рамену, код артрозе руку и код разних болних стања стопала;

- Спортске трауматологије - нагњечења, извртања, код посттрауматских компликација, поремећаја тетива и лезија од напора;

- Болести артерија: декубитуси и Raynaudov синдром;

- Код болести лимфног и венског система - код лимфног отока, код хроничних венско-лимфних инсуфицијенција доњих екстремитета, чира због застоја у венама и површинских упала вена;
- У терапији бола: болови у пределу вратног дела кичме, и главобоља које су проузроковане болом у вратном делу кичме, бол у рамену, код бола у коленима и код неуралгије;
- У дерматологији: терапија келоида и ожиљака,код опадања косе, акни и розацее, као и код псоријазе;
- У естетској медицини: код локалне адипозности, целулита, за биостимулацију ткива, код бора и стрија.[1]

## Целулит
Целулит представља абнормалну акумулацију (накупљање) масти изнад фасције, што доводи до тога да кожа има најчешће изглед коре поморанџе. Најчешће се јавља у пределу бутина и стомака, а може се јавити на рукама. Сматра се да је последица абнормалности која настаје у венско-лимфном систему. Али такође је нормална промена, која се јавља и код здравих особа.
Код терапије целулита најчешће се користе:
1. вазоактивни лекови, који су најчешће биљног порекла (Aesculus hippocastanum, Rutin, Hamamelis и слично);
2. биоревитализирајући лекови, који имају такву функцију да у другој фази нормализирају дефицит циркулације, тако што се смањује локална адипозност;
3. липолитички лекови: аминофилин, Л-карнитин, изопротеренол, тироксин и фосфолипиди (који се могу користити сами или заједно у комбинацији са другим лековима. Овде долази до разлагања или хидролизе масноћа, тако што оне прелазе у глицерол и слободну масну киселину. Оне касније оксидирају у митохондрији, након чега се делимично елеминишу путем урина;[1]

Постоје и различити коктели код којих се у комбинацији са прошлим лековима додају и друге активне супстанце:
1. анестетици - прокаин (такође побољшава цирклуацију);
2. активне супстанце, које изазивају разграђивање ткива: колагенезин, хијалуронидаза[4], овде долази до разградње масти између лобула код целулита[5];
3. активне супстанце, које изазивају дренажу: гинко билоба и артичока;
4. витамини: витамин А (изазива кератинизацију), витамин Ц (побољшава синтезу колагена, смањује хиперпигментацију и инхибира стварање меланина, витамин Е (антиоксидантно деловање, анти-ејџ дејство), витамин К (побољшава микроциркулацију у кожи);
5. Гликолна киселина - изазива ексфолијацију коже.[6]

Мезотерапија не може у потпуности деловати, ако се не комбинује са правилном дијетом и физичком активношћу. Дубина давања лека треба бити 1-2 mm. Третмани се раде једном недељно (четири недеље за редом), затим једном у две недеље (три или четири пута).

## Локална адипозност
Локална адипозност представља накупљање масти у субкутаном слоју коже, на одређеним пределима тела. Код жена је најчешће у пределу стомака. Најбољи механизам уклањања масти је липолиза (разлагање масти). Најчешћи лекови и састојци коктела који се апликују су:
1. липолитички лекови: аминофилин, Л-карнитин, изопротеренол, тироксин и фосфолипиди (који се могу користити сами или заједно у комбинацији са другим лековима. Овде долази до разлагања или хидролизе масноћа, тако што оне прелазе у глицерол и слободну масну киселину. Оне касније оксидирају у митохондрији, након чега се делимично елеминишу путем урина;[1]
2. активне супстанце, које изазивају разграђивање ткива: колагенезин, хијалуронидаза;
3. активне супстанце, које изазивају дренажу: артичока;
4. активне супстанце, које побољшавају циркулацију: јохимбин, аминофилин, пентоксифилин, витамин К;
5. активне супстанце, које изазивају обнову кератиноцита: витамин А;
6. активне супстанце, које изазивају стварање меланина - витамин Ц;
7. витамин Е - антиоксидантно дејство.
8. фосфатидилхолин и деоксихолат - фосфатидилхлин је антиоксиданс. Дубина апликовања је од 6 до 12 милиметра, дозе од 250 милиграма. Може се користити ако је дубља промена, али ако је површинска промена, као целулит, не може. ФХ (фосфатидилхлин) пенетрира у адипоците (масне ћелије), разграђује масти, иде у циркулацију, затим се избацује путем бубрега и црева. Промовише липолизу тако што стимулише липолизу бета рецептора, које инхибирају алфа два рецептора, који се налазе на мембрани адипоцита.[4]

## Алопеција
Алопеција је поремећај код ког долази до потпуног или делимичног губитка косе и длаке. Оне могу бити трајне, али и пролазне. Могу остављати ожиљке некад за собом. Врло често пример алопеције је тракциона алопеција, она се јавља код жена, које приликом прављења фризуре јако затегну косу. Постоје комликације, може доћи до субкутане некрозе масти и стварања ожиљака. Код овог поремећаја се користити:
- миноксидил,
- финастерид,
- лидокаин,
- мултивитамини,
- тријодотиронин и тироксин.[4]

## Мезолифт (Biorejuvenation)
Мезолифт је назив за процедуру која доводи до помлађивања коже лица и врата. Супстанце које се користе да мезолифт су:
1. Хијалуронска киселина - гликозаминогликан, хијалуронска киселина провлачи и задржава воду, што доводи до побољшања тонуса коже и еластичности коже. Ова процедура има другачију сврху него код коришћења хијалуронске киселине за филере. Највећи ефекат код употребе хијалуронске киселине је хидратација коже;
2. Мултивитамини - изазива јонски баланс код коже;
3. Аминокиселине - реконструкција протеина;
4. Диметиламиноетанол - прекурсор фосфатилдилхолина, који утиче да холин пређе у ацетил холин. Он изазива контракцију мишића и самим тим очвршћава мишиће;
5. Хексапептид - долази до релаксације мишића и ублажава боре.

## Техника
Техника која се користи код мезотерапијске процедуре укључује инокулацију дроге, тј. лековите супстанце са иглом од 4 mm или 13 mm, како би што боље имале микродермални ефекат. У завосности од предела тела и година могу се користити игле различитих величина. Такође може зависити од пола, јер је доказано да жене имају тању кожу од мушкараца, као и BMI, који ист има утицај на одабир игле. Не постоје истраживања о ефикасности инокулације у различитим слојевима дерма. Зато, ова процедура се персонализује наспрам особина клијента. Најбоље је апликовати супстанце тако да је игла под углом од тридесет степени и да не улази у поткожно масно ткиво. Овакве технике опет варирају, јер и оне зависе од дебљине коже. Ова техника захтева медицинско и фармацеутско знање, примерно припремљен простор и околина за извођење ове процедуре, заједно са прибором који мора бити стерилисан.

## Деловање и механизам деловања
Може деловати на различите начине, а најчешћи су:
- противупално,
- васклуарно,
- липолитички и
- има аналгетско деловање у неким случајевима.

Противупално деловање - ово деловање ради на механизму, који ограничава или блокира упалну реакцију уз помоћ аплицирања имуних супстаници.
Васкуларно деловање - механизам деловања је такав да долази до веће пропустљивости крвних судова. Тако им се враћа функционалност. Долази до веће елиминације производа метаболизма према венској мрежи, што доводи до повлачења отока у ткивима.
Липолитичко деловање - има мало деловање, у смислу да покреће масне киселине из депоа ткива, што даље спречава и ограничава накупљање масноће и патњу ткива.
Аналгетско деловање - интродермална терапија, тј. мезотерапија је позната по томе да је код одређених пацијената са локалним боловима (кичма, мишићи, зглобови) имала аналгетско дејство. Пре се користила код главобоље, фибромиалгија, неуралгије и спортских повреда. Доводи до: контроле бола, бољег квалитета живота, смањене системске дозе лека, као и веће сатисфакције клијента. Ова терапија такође користи мању дозу лека, у односу на оралну и интрамускуларно терапију, а има веома сличан ефекат. Код пацијената са хроничним болом у доњем делу леђа ова метода је била изузетно ефикасна. Код лекова са аналгетским дејством се такође користе и лекови као што су: анестетици, аналгетици, миорелаксанси и лекови са антиинфламаторним деловањем.

## Контраиндикације
У зависности од врсте мезотерапије, постоје различите контраиндикације за дате третмане.

### Контраиндикације код неинвазивне методе
Контраиндикације код неинвазивне методе су:
- дефекти коже на месту примене,
- метал у телу,
- малигни тумори,
- фебрилна стања,
- крварење и склоност ка крварењу,
- трудноћа,
- срчани пејсмејкер.

### Контраиндикације код инвазивне методе:
1. BMI већи од 30,
2. хиперсензитивност ка некој супстанци,
3. трудноћа и лактација,
4. коришћење антикоагуланата,
5. Дијабетес,
6. поремећај бубрега и јетре,
7. ХИВ вирус,
8. поремећаји са нападима, као епилепсија,
9. лупус. [2]